# Acoperiș verde

Acoperișul verde (sau acoperiș vegetal) reprezintă un sistem constructiv care presupune acoperirea parțială sau totală a suprafeței unui acoperiș sau terase cu vegetație cultivată pe un strat de sol sau substrat, peste o membrană impermeabilă. Aceste sisteme includ straturi precum bariere anti-rădăcină, drenaj și irigare, fiind integrate în arhitectura sustenabilă pentru a spori eficiența energetică, biodiversitatea urbană și calitatea vieții. În România, acoperișurile verzi câștigă popularitate datorită beneficiilor lor ecologice și sprijinului legislativ. Ecostratos

## Tipuri de acoperișuri verzi
Acoperișurile verzi se clasifică în funcție de grosimea substratului, vegetație și gradul de întreținere:
- Extensive: Strat subțire (5-15 cm), plante rezistente (ex. sedum, mușchi), întreținere minimă, greutate 60-150 kg/m². Ex. acoperișul Kaufland Bucureștii Noi (2.520 m²).[](https://odu-green-roof.com/category/references/commercial/)
- Semi-intensive: Strat mediu (15-25 cm), ierburi și arbuști mici, întreținere moderată, greutate 150-250 kg/m². Ex. complexul Avella, Cluj-Napoca (1.400 m²).[](https://odu.ro/etichete/referinte-3/)
- Intensive: Strat gros (>25 cm), grădini cu arbori mici, irigare regulată, greutate >250 kg/m². Ex. spații recreative pe clădiri comerciale din București.

## Componente structurale
Un acoperiș verde tipic include:
- Structura portantă
- Membrană impermeabilă
- Barieră anti-rădăcină
- Strat de drenaj/retenție a apei
- Filtru geotextil
- Substrat de creștere
- Vegetație

## Beneficii
Acoperișurile verzi contribuie la sustenabilitate urbană prin:

### Beneficii ecologice
- Reducerea insulei termice urbane (1-3°C)
- Retenția apelor pluviale (50-80%)
- Îmbunătățirea calității aerului
- Creșterea biodiversității (ex. polenizatori)
- Reducerea emisiilor de CO₂

### Beneficii economice
- Prelungirea duratei membranei acoperișului (20-40 ani)
- Economii energetice (10-25% la încălzire/răcire)
- Creșterea valorii imobiliare (5-15%)

### Beneficii sociale
- Spații recreative (acoperișuri intensive)
- Reducerea stresului prin contactul cu natura
- Îmbunătățirea sănătății respiratorii

## Implementare în România
Acoperișurile verzi au devenit mai frecvente în România după 2010, susținute de inițiative legislative și proiecte private.

### Cadru legislativ
- Legea nr. 273/2020: Modifică Legea nr. 50/1991, facilitând autorizarea acoperișurilor verzi.
- București: Reduceri de impozit (până la 20%) pentru clădiri cu acoperișuri verzi (2022).
- Cluj-Napoca: Finanțări pentru proiecte verzi în strategia climatică (2021).
- Timișoara: Acoperișurile verzi, parte a Planului Urbanistic General (2023).

### Proiecte reprezentative
- Kaufland Bucureștii Noi: Acoperiș extensiv de 2.520 m², realizat de ODU Green Roof (2019).[](https://odu-green-roof.com/category/references/commercial/)
- Kaufland Constanța: Acoperiș extensiv de 2.900 m², integrat în construcție (2019).[](https://odu-green-roof.com/category/references/commercial/)
- Lidl Pantelimon, București: Acoperiș extensiv de 1.800 m², finalizat în 9 zile (2018).[](https://odu-green-roof.com/romana-acoperis-verde-extensiv-in-inima-bucurestiului-la-magazinul-lidl-pantelimon/)
- Lidl Cluj-Napoca: Acoperiș extensiv lângă Iulius Mall, parte a strategiei BREEAM (2019).[](https://odu-green-roof.com/romana-acoperis-verde-extensiv-in-inima-bucurestiului-la-magazinul-lidl-pantelimon/)
- Asociația Cartier Aviației, București: Trei terase de bloc înverzite (2016-2019), finanțate prin granturi IKEA și Lidl.[](https://www.zilesinopti.ro/articole/29743/asociatia-cartier-aviatiei-cum-sa-transformi-acoperisurile-blocurilor-in-spatii-verzi)[](https://acoperisulverde.org/povestea-tinerilor-care-inverzesc-acoperisurile-cladirilor-din-bucuresti-interviu-ana-raduna-asociatia-cartier-aviatiei/)
- Stații de autobuz Cluj-Napoca: Acoperișuri extensive pe stații, integrate în Green Square Bună Ziua (2021).[](https://greensquare.ro/)
- Luxuria Domenii Residence, București: Acoperiș extensiv de 4.000 m², certificat BREEAM (2020).[](https://ceerealestatematters.com/2021/07/02/buildgreen-over-12000-new-homes-in-romania-green-certified/)

### Cercetare și inovație
- UTCB: Studii privind eficiența termică a acoperișurilor verzi (2018-2022).
- USAMV București: Substraturi din materiale reciclate locale.
- Universitatea Transilvania Brașov: Cercetări asupra biodiversității pe acoperișuri verzi.

## Provocări și perspective
Provocări
- Costuri inițiale: 80-250 €/m² (extensive), 250-600 €/m² (intensive)
- Lipsa specialiștilor în proiectare și întreținere
- Clima continentală (secetă, temperaturi extreme)
- Scepticismul privind infiltrațiile

Perspective
- Integrarea în standardele nZEB (clădiri cu consum aproape zero)
- Acoperișuri biosolare (combinate cu panouri fotovoltaice)
- Utilizarea plantelor native (ex. sedum autohton)
- Extinderea stimulentelor fiscale

## Reglementări și standarde
- SR EN 12056: Sisteme de canalizare gravitațională
- SR EN 13948: Rezistența membranelor la rădăcini
- NP 068: Normativ pentru învelitori de acoperiș
- Ghiduri Romania Green Building Council (RoGBC)